# Gabriel - La furia degli angeli
Gabriel - La furia degli angeli è un film del 2007 diretto da Shane Abbess.

## Trama
La storia si apre con la discesa ("la caduta") dell'Arcangelo Gabriel in un mondo chiamato Purgatorio ma che tanto somiglia a una versione Gothic del mondo di oggi, con la missione divina di combattere contro i sette ange caduti, ora sotto la guida di Satan, e di ripristinare il dominio della Luce nel mondo degli uomini.
Giunto in questo luogo dominato dal peccato e dalle tenebre, egli si reca alla ricerca degli arcangeli che lo hanno preceduto, ormai smarriti, sperando di trovare degli alleati per l'imminente battaglia, tuttavia essi si rivelano una delusione: Remiel è stato ucciso poco prima dell'arrivo di Uriel; Uriel ha represso il suo spirito e i suoi poteri all'interno del corpo in cui si è incarnato, temendo di essere trovato ed eliminato dai caduti; Amitiel, incarnatasi in una giovane donna e sconfitta da Satan, è stata costretta a rinunciare alle ali e a prostituirsi come un'umana; Ituriele sfama i senzatetto in una mensa per poveri, nascondendo Raffael, a sua volta ferito gravemente nello scontro con Satan.
Gabriel usa i suoi poteri per salvarli e riscattarli dalla loro degradante posizione, sperando di far rinascere il loro spirito combattivo, ma così facendo attira i caduti che li eliminano uno dopo l'altro. In preda alla sete di vendetta, Gabriel inizia a trucidare tutti i suoi nemici, uccidendo uno ad uno tutti i caduti e arrivando allo scontro finale contro Satan. In questa situazione si rivela però che questa figura che si credeva fosse Satan in persona, altro non è che Fallen Michael, ribellatosi alle leggi divine da lui ritenute ingiuste, per ottenere la libertà e un senso di giustizia personale.
Avendo perso gran parte del suo potere, Gabriele viene sopraffatto dal "fratello", ma riesce comunque a ferirlo mortalmente; Michael, prima di morire, decide di curarlo come suo ultimo dono. Gabriel, non riuscendo a capire il volere divino, disperato per la sorte toccata ai suoi compagni, grida al cielo e si getta dal palazzo, teatro dello scontro finale, giurando che tutta questa faccenda non sarebbe mai stata dimenticata.
Il film si chiude con un'alba scintillante che risplende sulla città.